# Naoto Baba
Naoto Baba (馬場直人?, Baba Naoto; 20 luglio 1996) è un fondista giapponese.

## Biografia
Originario della prefettura di Kanagawa e attivo in gare FIS dal dicembre del 2014, Baba ha esordito in Coppa del Mondo il 10 dicembre 2017 a Davos (71º) e ai Campionati mondiali a Seefeld in Tirol 2019, dove si è classificato 28º nella 15 km, 21º nella 50 km e 23º nello skiathlon; ai Mondiali di Oberstdorf 2021 si è piazzato 19º nella 15 km, 25º nello skiathlon e 9º nella staffetta e ai XXIV Giochi olimpici invernali di Pechino 2022, suo esordio olimpico, è stato 24º nella 50 km, 35º nello skiathlon e 10º nella staffetta. Ai Mondiali di Planica 2023 si è classificato 14º nella 15 km, 12º nella 50 km, 20º nello skiathlon e 10º nella staffetta e a quelli di Planica 2025 si è piazzato 10º nella 50 km, 15º nello skiathlon e 13º nella staffetta.

## Palmarès

### Coppa del Mondo
- Miglior piazzamento in classifica generale: 39º nel 2023